# Хобит (рачунар)
Хобит је професионални рачунар, производ фирме Хобит који је почео да се израђује у СССР током 1990. године.
Користио је UA800 (руски Z80A клон) као централни микропроцесор а RAM меморија рачунара Hobbit је имала капацитет од 64 Kb или 48 Kb. 
Као оперативни систем кориштен је BETA (CP/M клон), мрежни драјвери (брзина 100 Kbaud).

## Детаљни подаци
Детаљнији подаци о рачунару Hobbit су дати у табели испод.
|                       | |
| [ 1 ]                 | |
| Произвођач            | |
| Тип                   | професионални рачунар |
| Меморија              | 64 или 48 |
| Поријекло             | СССР |
| Година                | 1990 |
| Тастатура             | пуни помак тастера, 88 тастера са функцијским тастерима и нумеричка тастатура. 33 репрограмибилна тастера, подржава ћириличне/латиничне/арапске знакове |
| Процесор              | UA800 (руски клон) |
| Фреквенција процесора | 3,58 |
| RAM                   | 64 или 48 |
| ROM                   | 16 |
| Текст                 | 32 знакова x 24 линије (80 x 24 у CP/M моду) |
| Графика               | 256 x 192 тачака |
| Боја                  | 16 |
| Звук                  | само пиштање |
| Димензије             | 45 (ширина) x 38,5 (дубина) x 21 (висина) / 11,5 |
| Портови               | |
| Оперативни систем     | клон), мрежни драјвери (брзина 100 Kbaud) |